# Comuna de Wielbark
Wielbark (polaco: Gmina Wielbark) é uma gminy (comuna) na Polónia, na voivodia de Vármia-Masúria e no condado de Szczycieński. A sede do condado é a cidade de Wielbark.
De acordo com os censos de 2006, a comuna tem 6760 habitantes, com uma densidade 18 hab/km².

## Área
Estende-se por uma área de 347,89 km², incluindo:
- área agrícola: 35%
- área florestal: 58%

## Demografia
Dados de 30 de Junho 2004:
|                      | Total   | Total | Mulheres | Mulheres | Homens  | Homens |
| -------------------- | ------- | ----- | -------- | -------- | ------- | ------ |
|                      | pessoas | %     | pessoas  | %        | pessoas | %      |
| População            | 6265    | 100   | 3057     | 48,8     | 3208    | 51,2   |
| Densidade (pop./km²) | 18      | 100   | 8,8      | 8,8      | 9,2     | 9,2    |

De acordo com dados de 2002, o rendimento médio per capita ascendia a 1467,45 zł.

## Subdivisões
- Baranowo, Ciemna Dąbrowa, Głuch, Jesionowiec, Kipary, Kołodziejowy Grąd, Kucbork, Lejkowo, Lesiny Wielkie, Łatana Wielka, Nowojowiec, Olędry, Piwnice Wielkie, Przeździęk Mały, Przeździęk Wielki, Sędrowo, Szymanki, Wesołowo, Wielbark, Wyżegi, Zabiele, Zieleniec.

## Comunas vizinhas
- Chorzele, Czarnia, Janowo, Jedwabno, Rozogi, Szczytno